# Frankisch-Gotische Oorlog (507-511)
De Frankisch-Gotische Oorlog (507-511) ook bekend als de tweede Frankisch-Visigotische oorlog was een militair conflict tussen de Franken en de Aquitaanse Goten gericht op de hegemonie van Gallië. De belangrijkste opponenten in deze oorlog waren de vorsten Clovis  en Alarik II, en na de dood van Alarik zijn schoonvader Theodorik de Grote. Daarnaast speelden de Bourgonden, Ostrogoten en Romeinen een belangrijke rol. Als gevolg van deze oorlog werd vrijwel het gehele Gotische gebied in Gallië met uitzondering van Septimania, door Clovis  ingelijfd. 

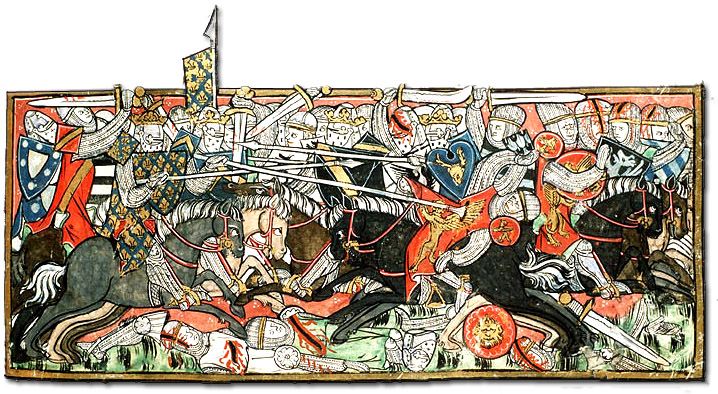
Clovis vecht tegen de Visigoten

## Aanloop
De politieke kaart van het voormalige West-Romeinse rijk was drastisch gewijzigd aan de vooravond van deze oorlog. Er was een nieuwe speler op het toneel verschenen met de komst van Theodorik in Italië, wiens Goten in Italië een einde maakten aan het bewind van Odoaker. De Bourgondische burgeroorlog van 500-501 bracht eveneens veranderingen teweeg. Clovis werd door Godegisel uitgenodigd om te interveren. Gundobad die door de Franken belegerd werd in Avignon, wendde zich tot Theoderik om hem te komen ontzetten. In Aquitanië hield Alarik zich afzijdig en was druk in de weer om de Gotische macht over het Iberische schiereiland te verstevigen. Uiteindelijk werd de Bourgondische burgeroorlog in het voordeel van Gundobad beslist, maar was hij wel schatplichtig geworden aan de Franken. 

### diplomatiek verkeer en huwelijken
Na afloop van de Bourgondische burgeroorlog sloten Clovis en Alarik vrede op een bijeenkomst op een eilandje in de rivier de Loire. Beide partijen hadden in de vorige confrontatie flinke verliezen geleden en Clovis moest al zijn veroveringen opgeven toen hij uiteindelijk werd terug geslagen over de Loire. 
Naast nieuwe bondgenootschappen werden er ook huwelijksbanden gesloten. Theodorik, de nieuwe hoofdrolspeler, was voorstander om de onderlinge banden aan te halen. Hij huwde met Audofleda, de zuster van Clovis, Clovis huwde Clotilde, een Bourgondische prinses,  terwijl Alarik II met de dochter van Theodorik trouwde.

### Aanvalsplan
Clovis moet zich bewust zijn geweest dat Theodoriks' web van allianties zijn plannen in de weg stond om zelf de hegemonie over Gallië te verwerven. Desondanks namen zijn kansen aanzienlijk toe, toen in 506 opnieuw een opstand uitbrak in Spanje en hij onverwachts twee nieuwe bondgenoten aan zijn zijde kreeg die ieder zijn motieven had om hem te steunen.. Gundobad schaarde zich aan de zijde van Clovis, omdat hij hiermee eerder geleden verliezen dacht goed te kunnen maken. Mede dankzij Gundobads' relaties wist Clovis goede contacten te leggen met keizer Anastatius in Constantinopel. Anastasius, in naam ook keizer van het voormalige West-Romeinse rijk, vreesde de macht van Theodorik in het westen en wilde voorkomen dat er een nieuwe  keizer kwam.  Theodorik moet op de hoogte zijn geweest van het feit dat er een Romeinse inval in het zuiden dreigde, want hij hield zijn troepen paraat om een eventuele invasie te weerstaan.

### Religie
In de aanloop naar de nieuwe oorlog speelde ook religie een rol van betekenis. De Goten waren Ariaanse christenen, terwijl het merendeel van de Romeinen het Katholieke geloof aanhing. Op basis van diverse eigentijdse bronnen valt op te maken dat het een publiekelijk wijd verspreide gedachte was dat Clovis in Tours de belofte deed dat hij zich zou laten bekeren tot het katholieke geloof. Daarmee hoopte hij de katholiek bevolking in het zuiden voor zich te winnen. Alarik II op zijn beurt riep een concilie bijeen om steun te verkrijgen van de bisschoppen in zijn domein. Daarnaast is het veelzeggend dat hij een compilatie van wetgeving uitbracht afgestemd op de behoeften van de Gallo-Romeinse bevolking. Met deze handelingen probeerde hij vooral goodwill te kweken. Van Clovis is bekend dat hij brieven stuurde naar Aquitaanse bisschoppen waarin hij berichtte dat zijn overwegend heidense leger zich niet bezondigen zou aan plunderingen.

### Omvang van de legers
Omtrent de samenstelling en numerieke sterkte van de legers tasten we grotendeels in het duister, alleen de omvang van Anastatius' expeditieleger is bekend met 8.000 soldaten. De overige legers kwamen allen voort uit het Laat-Romeinse leger of waren hiermee verbonden geweest. Het Gotische leger had een lange staat van dienst evenals het Frankische leger, terwijl Gundobad nog steeds de titel magister militum droeg. Een vergelijking met eerdere en latere decennia leert dat het waarschijnlijker is dat we hier te maken hebben met legers waarvan de kern uit enkele duizenden manschappen bestond , waarbij de aristocraten en hun gevolg de zware cavalerie vormden. Ook beschikten de legers over grote aantallen boogschutters.  Met het Armoricaanse leger en zijn eigen Gallo-Romeinse en Frankische troepen, en aangevuld met de Bourgondische milities van het leger van Clovis tussen de 10.000-15.000 man sterk. Het Aquitaanse leger moet een zelfde omvang hebben gehad, terwijl Theodorik over een vaststaand leger beschikte van ongeveer 10.000 soldaten.

## Aanvang
In de lente van 507 begon Clovis een nieuwe Gotische oorlog. Het is vrij duidelijk dat zijn bedoeling dit keer was om het zuiden te veroveren en geen rooftocht zoals de vorige oorlog, want Clovis verbood zijn mannen het land te plunderen. Clovis had zich voorafgaand versterkt met Gallo-Romeinse troepen uit Armorica en begon zijn aanval door eerst Tours in te nemen. Van daaruit volgde de oversteek van de Vienne die moeizaam verliep. Deze was gezwollen door hevige regenbuien. Bovendien ontbrak dit keer het verrassingselement en Clovis had  moeite zijn troepen onder controle te houden, een klooster ging bijna in vlammen op.

### Slag bij Vouille
Terwijl hij van Nantes naar Poitiers marcheerde, werd Clovis' mars onderbroken door Alarik II - die zich blijkbaar bewust was van Clovis' steun onder het katholieke deel van zijn onderdanen - die besloot de Franken te verslaan voordat ze hun krachten konden bundelen. De uitkomst van deze eerste grote krachtmeting was voor hem desastreus. Gregorius van Tours, de belangrijkste bron over de details van deze veldslag, die de Slag bij Vouillé wordt genoemd, meldt dat de kern van het Visigotische leger werd vernietigd en Alarik II werd gedood (zogenaamd door Clovis in een direct gevecht).
De dreiging van een invasie door het Romeinse leger zorgde ervoor dat Theodorik zich niet in de strijd kon mengen. De inval vond daadwerkelijk plaats begin 508 in de laars van Italië, maar de Romeinse interventie was niet gericht op verovering. Het zocht de confrontatie met Theodoriks' leger niet op en beperkte zich slechts tot de verovering en plundering van enkele steden in het zuiden. Pas toen Theodorik de situatie onder controle had stuurde hij een leger naar het zuiden om de Aquitaanse Goten bij te staan.

### Verovering van het oosten
Ontdaan van hun vorst sloeg het Gotische leger ontredderd op de vlucht, het zuiden van Aquitanië lag helemaal open. Clovis stuurde zijn oudste zoon Theuderik oostwaarts om de Gotische steden in de Auvergne in te nemen. De Frankische prins rukte op van Clermont naar Rodez en kwam uiteindelijk aan in Albi. Ondertussen was Gundobad met een leger de Provence binnengevallen. Bijgestaan door de Franken belegerde hij Arles. Na een langdurige belegering kwamen in 508 de Ostrogoten echter tussenbeide en bogen een hoog verlies af, waardoor de Bourgondiërs zich gedwongen zagen terug te trekken.

### Verdere verloop van de oorlog
Clovis zakte verder af naar het zuiden en nam alle steden in die hij tegenkwam. Eind 507 was Clovis zo ver gevorderd dat Bordeaux in zijn handen viel, hier bracht hij de winter door. In het volgende jaar was Toulouse aan de beurd. Clovis veroverde de Gotische hoofdstad en nam de schatkist in beslag. Het Visigotische hof was naar Narbonne verplaatst, vandaar dat Clovis ernaar streefde ook deze stad in te nemen, maar Narbonne werd beschermd door bergachtig terrein, dus Clovis werd gedwongen om eerst Carcassonne te belegeren, gelegen tussen Toulouse en Narbonne. Het beleg eindigde echter in een mislukking, want hier arriveerden een Ostrogotische hulpleger die de Franken wisten te verdrijven. Met deze nederlaag eindigde zijn zegetocht op de Goten. Clovis trok zich terug, waarbij zijn leger nog wel de stad Angoulême innam, die hij aanvankelijk had overgeslagen. Om de kansen van de Ostrogoten om steden te heroveren teniet te doen, installeerde Clovis uitgebreide garnizoenen in de onlangs ingenomen steden.
Na de nederlaag en de dood van Alarik kozen de Goten diens oudste zoon Gesalik als opvolger. In het zuiden hield deze stand en kreeg hulp van de Ostrogoten die Narbonne heroverden en Arles tegen Frankisch verovering verdedigden, waarna een patstelling ontstond. Voor zover bekend werden hierna geen grote gevechten meer geleverd.

## Einde van de Oorlog en betekenis
Clovis liet zich in 508 - zoals hij had toegezegd - na de overwinning op Alarik II dopen in Tours. Hij ontving van keizer Anastasius het patriciaat, het ereconsulaat en een gouden kroon.  Daarmee was de oorlog nog niet beëindigd. Gundobad voerde nog een veldtocht tegen Gesalik in Spanje en belegerde Barcelona. In 511 werd het Visigotische koninkrijk onder directe controle van Theodorik gebracht. Theodorik zette Gesalek af,  en vormde een Gotische superstaat die zich uitstrekte van de Atlantische Oceaan tot aan de Donau. Gebieden die verloren waren gegaan aan de Franken, bleven onder Frankisch gezag. Theodorik sloot een vredesregeling met de erfgenamen van het Frankische koninkrijk toen Clovis overleed. 